# Den svarta pilen
Den svarta pilen (The Black Arrow, 1888) är en historisk roman av Robert Louis Stevenson, som utspelar sig under rosornas krig. Berättelsen publicerades först som en följetong 1883 under pseudonymen Captain George North innan den 1888 gavs ut som bok.

## Handling
Den svarta pilen berättar historien om Richard (Dick) Shelton under rosornas krig: hur han blir riddare, räddar sin fästmö Joanna Sedly och skipar rättvisa efter mordet på sin far, Sir Harry Shelton. 
Rebelledaren Ellis Duckworth, vars vapen och kännetecken är en svart pil, får Dick att misstänka att hans förmyndare Sir Daniel Brackley och dennes vasaller är ansvariga för mordet på fadern. Dicks misstankar räcker för att vända Sir Daniel mot honom och han har inget annat val än att fly från Sir Daniel och förena sig med rebellerna. Denna kamp drar in honom i en större konflikt som omger dem alla.